# Paolo Ravenna
Paolo Ravenna (Ferrara, 6 marzo 1926 – Ferrara, 11 novembre 2012) è stato un avvocato e scrittore italiano, impegnato nella tutela dei beni ambientali e culturali, ricercatore, e saggista.

## Biografia
Paolo Ravenna fu il secondogenito di Renzo e di Lucia Modena;  nacque alla vigilia della nomina del padre a podestà di Ferrara, appartenente ad una delle più prestigiose famiglie ebree del capoluogo estense. Visse in modo tranquillo i suoi primi anni, sino a quando non vennero promulgate le leggi razziali fasciste, nel 1938. Da quel momento, lui e i fratelli furono costretti ad abbandonare la scuola pubblica cittadina e a trasferirsi in quella di via Vignatagliata dove, tra gli altri insegnanti, trovò anche Giorgio Bassani.
Nel 1943 l'intera famiglia fu costretta a fuggire in Svizzera, dove rimase sino alla fine del conflitto. Al suo ritorno in Italia, Paolo dapprima terminò gli studi e poi iniziò a lavorare nello studio legale del padre, che a sua volta aveva ripreso la professione di avvocato mantenendosi lontano dalla politica.

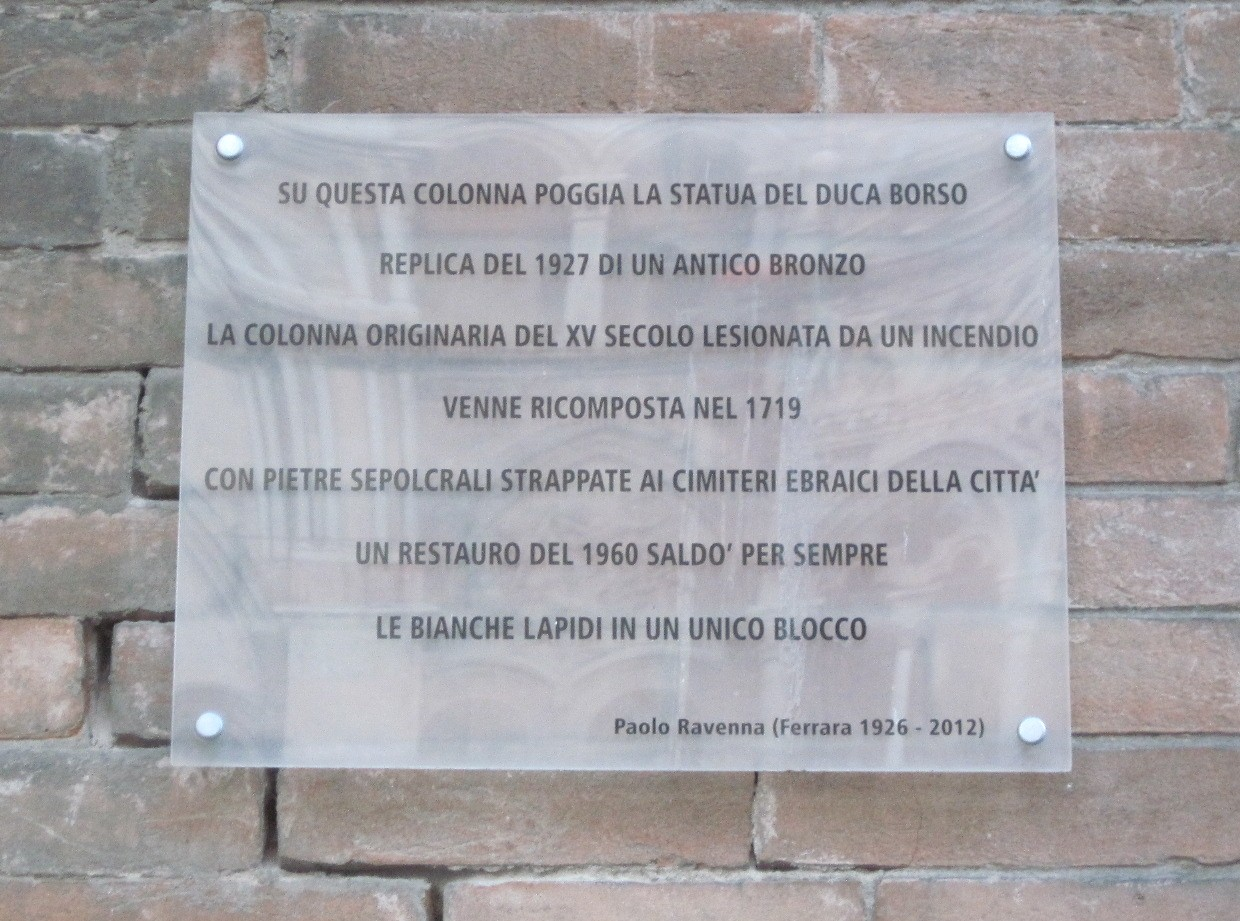
Ferrara, Palazzo comunale. Parole di Paolo Ravenna che ricordano l'origine dei marmi che formano la colonna del duca Borso d'Este

Iniziò a collaborare con Bruno Zevi, Giorgio Bassani, Antonio Cederna e altre varie personalità, per la tutela del patrimonio artistico e culturale arrivando infine a ricoprire la carica di consigliere nazionale di Italia Nostra per circa 25 anni, sino al 2003. Fu tra i promotori della costituzione del Parco del Delta del Po e tra gli studiosi che più si batterono per la difesa delle mura di Ferrara.
Verso la fine degli anni 80 incontrò il maestro Adriano Franceschini durante i lavori di preparazione di una mostra a Palazzo dei Diamanti: da allora iniziò tra i due studiosi una collaborazione che sarebbe durata per tutto il resto della loro vita. Fu Ravenna infatti a curare, dopo la scomparsa del maestro nel 2005, la revisione finale della sua opera più importante: Presenza ebraica a Ferrara. Testimonianze archivistiche fino al 1492, pubblicata postuma.
Ravenna prese parte ad una trasmissione della serie La Storia siamo noi della Rai nella quale si parlava dei rapporti tra suo padre Renzo ed Italo Balbo.

### Riconoscimenti
Nel gennaio del 2018 a Paolo Ravenna è stato dedicato lo Slargo di Corso Ercole I d'Este, vicino a Palazzo Prosperi-Sacrati.